# Тулумбаихинское сельское поселение
Тулумбаихинское се́льское поселе́ние — муниципальное образование в Оханском районе Пермского края Российской Федерации.
Административный центр — деревня Тулумбаиха.

## История
Статус и границы сельского поселения установлены Законом Пермской области от 1 декабря 2004 года № 1878—407 «Об утверждении границ и о наделении статусом муниципальных образований Оханского района Пермской области»

## Население
| 2010  | 2012  | 2013  | 2014  | 2015  | 2016  | 2017  |
| ----- | ----- | ----- | ----- | ----- | ----- | ----- |
| 1210  | ↗1211 | ↘1205 | ↗1263 | ↘1247 | ↗1251 | ↘1224 |
| 2018  |       |       |       |       |       |       |
| ↘1216 |       |       |       |       |       |       |

## Состав сельского поселения
| № | Населённый пункт | Тип населённого пункта          | Население |
| - | ---------------- | ------------------------------- | --------- |
| 1 | Берёзовка        | деревня                         | 183       |
| 2 | Болгары          | деревня                         | 4         |
| 3 | Копыловка        | деревня                         | 100       |
| 4 | Красные Горки    | деревня                         | 8         |
| 5 | Половинка        | деревня                         | 181       |
| 6 | Притыка          | деревня                         | 172       |
| 7 | Сухой Лог        | деревня                         | 8         |
| 8 | Тулумбаиха       | деревня, административный центр | 434       |
| 9 | Шалаши           | деревня                         | 120       |